# モハマド・シャキル・シャーリ
モハマド・シャキル・シャーリ（マレー語: Mohd Shakir Shaari、1986年9月29日 - ）は、マレーシアの元サッカー選手。元マレーシア代表。現役時代のポジションはMF。

## クラブ歴

### 幼年
ケランタン州コタバルの生まれで11人兄弟の8番目の子供である。子供の頃は村の周りのフィールドで蹴る事以外にサッカーへの興味はなかった。1998年に州のU-12選抜に選ばれ、その後ジョホール州コタ・ティンギにあるセコラー・スカン・テンク・マーコタ・イスマーイールに入学。その後2001年にバンコクで行われたナイキカップに出場し、翌年ブキット・ジャリル体育学校に入学した。

### プロ
2004年に18歳でケランタンFAのプレジデンツカップチームに加入し選手となった。2005年にはMPPJ FCに加入し1シーズンを過ごしたものの、経済的な問題からクラブを離れる事となった。
2006年にはマレーシア・スーパーリーグに所属するUPBマイチームFCと契約。2009年にクラブが財政難によってスーパーリーグから撤退、これを契機に、彼のポテンシャルを評価していたケランタンFAの監督、ピーター・バトラーは彼をケランタンFAへ移籍させた。公式な加入は2010年となった。ケランタンFAでは初年度にマレーシアカップを制した他、翌年はスーパーリーグ、さらに翌年はピアラFAマレーシアを制した。
2014年にジョホール・ダルル・タクジムFCに移籍した。

## 代表歴
2011年6月18日のミャンマー代表戦で初出場、2-0の勝利に終わった。2012年6月にはラジャゴパル・クリシュナサミ監督からフィリピン代表、シンガポール代表との親善試合のメンバーに招集され、その後の2012 AFFスズキカップのメンバーにもなった。

## 家族
2010年12月9日には体操選手のヌルル・ファティハ・アブドゥル・ハミドと結婚、2年目に1子を儲けた。

## プレースタイル
枠内にミドルシュートを撃てる選手であり、体の入れ方やスタミナの多さでマレーシア有数の守備的ミッドフィールダーとなった。

## 個人成績
| マレーシア代表 | マレーシア代表 | マレーシア代表 |
| 年             | 出場           | 得点           |
| -------------- | -------------- | -------------- |
| 2011           | 2              | 0              |
| 2012           | 7              | 0              |
| 2013           | 2              | 0              |
| 計             | 11             | 0              |

## タイトル
ケランタンFA
- マレーシア・スーパーリーグ: 2011, 2012

準優勝: 2010
- マレーシアカップ: 2010, 2012

準優勝: 2013
- ピアラFAマレーシア: 2012

準優勝: 2011
- マレーシア・チャリティーシールド: 2011

準優勝: 2012
ジョホール・ダルル・タクジムFC
- マレーシア・スーパーリーグ: 2014, 2015, 2016, 2017
- マレーシアカップ: 2017

準優勝: 2014
- ピアラFAマレーシア: 2016
- マレーシア・チャリティーシールド: 2015, 2016
- AFCカップ: 2015